# Pyrausta haedulalis
Pyrausta haedulalis là một loài bướm đêm trong họ Crambidae.